# Papyrus 14
- Papyrus
- Onciale
- Minuscules
- Lectionnaire

Le Papyrus 14 ({\displaystyle {\mathfrak {P}}}14) est une copie du Nouveau Testament en grec, réalisée sur un rouleau de papyrus au Ve siècle.
Le texte s'agit de l'Première épître aux Corinthiens (1,25-27; 2,6-8; 3,8-10.20).
Le texte est de type alexandrin. Kurt Aland le classe en Catégorie II.
Le manuscrit fut découvert par Rendel Harris. Il a été examiné par Rendel Harris et Schofield. Il est actuellement conservé au Monastère Sainte-Catherine du Sinaï (Harris 14) à Sinaï,.